# Gà Ba Lan
Gà Ba Lan hay còn gọi là gà vàng Ba Lan là giống gà có nguồn gốc từ Hà Lan và phổ biến ở châu Âu. Mặc dù có tên gọi là Ba Lan nhưng tên này không phản ánh nguồn gốc của chúng. 

## Lịch sử
Theo đa số các nhà sinh vật học nói chung và điểu học nói riêng, gà Ba Lan có thể xuất xừ từ Đông Âu xưa, ít nhất là vài nghìn năm, có thể do tự nhiên mà cũng có thể do những cuộc lai tạo cố ý từ con người. Nay chúng là một loại gà cảnh chứ không phải gà thịt hay gà đẻ trứng, dù theo nhiều tư liệu khoa học thì trước kia, người ta cũng xem nó là gà công nghiệp thật sự.
Tại một số khu vực nông thôn của Ba Lan, Hungary hay Cộng hoà Séc, người ta chỉ xem gà Ba Lan là gà chọi trong những dịp lễ đầu xuân hay nuôi làm cảnh. Năm 1999, khi kỹ thuật lai tạo gia cầm tiến một bước xa, giống gà Ba Lan lông xanh ra đời, đẩy số câu lạc bộ gà này lên rất cao. Tại Mỹ có hơn 200 câu lạc bộ chuyên nuôi gà "đầu xù" và thường xuyên tham dự những cuộc thi gà đẹp hằng năm tại Texas. 

## Đặc điểm
Gà nặng 1.8–2 kg, có lông đầu rất đẹp có thể nuôi để lấy thịt và làm gà kiểng. Đây là loài gà có chiếc mào khổng lồ, là một trong những giống gà đẹp nhất trong thế giới loài gà với chiếc mào khổng lồ này. Những đám lông lớn đã làm cho chiếc đầu của chúng như một bông hoa lộng lẫy càng làm tôn thêm vẻ kiêu sa của chúng.
Gà vàng Ba Lan nổi bật với một cái mào bằng lông phồng lên như một chiếc vương miện nhưng đôi khi lại gây rắc rối cho khổ chủ bởi che khuất tầm nhìn. Gà này thuộc loại nhiều trứng với năng suất 1-2 quả/ ngày. Người Mỹ từng sử dụng kỹ thuật ghép gene để tạo những con gà Ba Lan ngũ sắc hay có mào rất dài, hoặc có bộ lông vàng óng. Tuy nhiên, nét đẹp lạ lùng của giống gà này lại nằm ở chùm lông trên đầu chứ không phải màu lông. Tuy nhiên với ngoại hình như thế này, có lẽ chúng hợp để làm gà cảnh hơn.